# Girard II van Roussillon

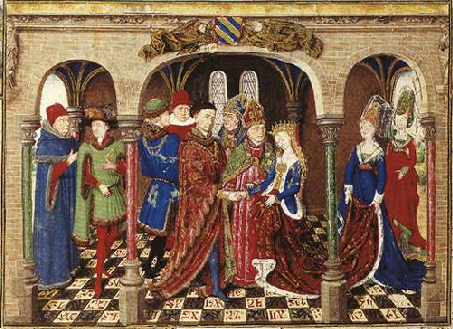
Huwelijk van Girard II van Roussillon

Girard II van Roussillon (ca. 800 - 874) was een Frankisch edelman en een belangrijk bestuurder in de tijd dat het rijk van Karel de Grote uiteen viel. Zijn naam ontleent hij aan het kasteel dat hij bouwde aan de Seine. Hij is ook een belangrijke figuur in chansons de geste uit de twaalfde eeuw, die historisch niet betrouwbaar zijn.

## Vroege loopbaan
Girard treedt voor de eerste maal op de voorgrond als hij in 834 een van de bemiddelaars is van de verzoening tussen Lodewijk de Vrome en zijn zoons. In 837 werd hij benoemd tot graaf van Parijs, een post die eerder door zijn vader was bekleed. Hij vocht aan de kant van Lotharius I in de door hem verloren Slag bij Fontenoy en volgde Lotharius naar Aken. In 843 trouwde Girard in Aken met Bertha van Tours (819-873), de schoonzuster van Lotharius.

## Sterke man van Bourgondië
Na het overlijden van Lotharius in 855 werd zijn Middenrijk verdeeld tussen zijn drie zonen. Girard werd door Karel van Provence, koning van Bourgondië en Provence, benoemd tot gouverneur van Provence. In 858 stichtte hij de abdij van Vézelay en gaf een schenking aan het klooster Saint-Siège. In 860 versloeg hij bij Valence plunderende Vikingen en in 861 wist hij een inval door Karel de Kale af te wenden. Na het overlijden van koning Karel van Provence werd hij onder diens opvolger Lotharius II graaf van Vienne en Lyon. In 868 had Girard nog een conflict met Karel de Kale over de benoeming van de graaf van Bourges. Door het verdrag van Meerssen vielen de graafschappen van Girard toe aan Karel de Kale. Bertha heeft nog, zonder succes, leiding gegeven aan het verzet van Vienne tegen Karel de Kale maar de stad viel na een beleg van enkele maanden. Girard gaf zijn functies uiteindelijk op en ging in Avignon leven, waar hij ook is begraven.

## Familie
Girard was zoon van Leuthard I van Parijs en zijn vrouw Grimhilde. Girards vrouw Bertha was dochter van Hugo van Tours en Ava van Morvois. Girard en Bertha hadden een dochter Eva die trouwde met Wilderich I van Morvois (819-865). Via hen hadden ze een kleindochter Bertha (862-907) die zou zijn getrouwd met Herbert I van Vermandois.
- Gemeinsame Normdatei: 1055670890
- Nationale Bibliotheek van Tsjechië: jo2014806337
- Virtual International Authority File: 306399809